# Albert de Strzelce
 (septembre 2021).
Si vous disposez d'ouvrages ou d'articles de référence ou si vous connaissez des sites web de qualité traitant du thème abordé ici, merci de compléter l'article en donnant les références utiles à sa vérifiabilité et en les liant à la section « Notes et références ».
Albert de Strzelce (en polonais Albert Strzelecki), de la dynastie des Piasts, est né après l’an 1300 et est mort entre 1366 et 1375.

## Titres
De 1313 à 1323, Albert et son frère Bolko sont ducs d’Opole et de Strzelce. À partir de 1323, Albert gouverne seul le duché de Strzelce. En 1327, il devient vassal du roi de Bohême.

## Biographie
Albert est le fils cadet du duc Bolko Ier d’Opole et d’Agnès. Lorsque son père décède en 1313, il est trop jeune pour régner et il se retrouve sous la protection de son frère Boleslas l’Aîné. Celui-ci assure la régence sur les territoires d’Opole et de Strzelce qui doivent revenir à ses jeunes frères. Lorsqu’Albert est déclaré majeur, il obtient sa propre part de l’héritage paternel et devient le duc de Strzelce en 1323.
On ne connaît pas grand-chose de son règne. En 1326, il donne les privilèges urbains à Strzelce Opolskie, la capitale de son duché. En 1327, il devient le vassal de Jean de Luxembourg, mais il ne lui rend pas hommage à Opava en même temps que les autres ducs de Haute-Silésie. 
Il est très proche du monastère des Cisterciens de Jemielnica (fondé par son père) qu’il soutient financièrement. En 1347, il épouse Agnès, la fille de Burchard Ier, le burgrave de Magdebourg.

## Décès et succession
La date de sa mort est inconnue. La dernière mention historique d’Albert date de 1366. Il est inhumé au monastère de Jemielnica où son portrait a été conservé jusqu’à nos jours.  
De son mariage avec Agnès, il eut une fille (Élizabeth) qui devint l'épouse de Ladislas le Blanc. Son neveu Bolko III d’Opole hérita du duché de Strzelce.